# Banaitis
Banaitis je priimek več oseb:
- Stanislav Josifovič Banaitis, sovjetski general
- Saliamonas Banaitis, litvanski tiskar